# Two Films About Loneliness
Two Films About Loneliness (deutsch Zwei Filme über Einsamkeit) ist ein britischer Kurzfilm von Christopher Eales und Will Bishop-Stephens aus dem Jahr 2014. Weltpremiere war am 2. Mai 2014 bei den Internationalen Kurzfilmtagen in Oberhausen.

## Handlung
Links: Jonathan Smallman, der sein Online-Dating-Profil generiert. Rechts: Phillip Button, Chef des Internets und Hamster, der sein neues Kochvideo aufzeichnet. Beide sind Nachbarn und finden über die neue Technik zueinander.

## Kritiken
„Der Film erzählt parallel die Geschichten zweier Figuren, die auf je eigene Weise mittels Internet Kontakt suchen und überraschend zueinander finden. Per Split-Screen und im Stop-Motion-Verfahren gelingt den beiden Filmemachern eine Geschichte mit Leichtigkeit und Witz über die Bedeutung von Beziehungen in einer medial geprägten Gesellschaft.“

## Auszeichnungen
Internationale Kurzfilmtage Oberhausen 2014
- Lobende Erwähnung der Ökumenischen Jury